# Shock Value II
Timbaland Presents Shock Value 2 (deutsch: Timbaland präsentiert Schockwert 2) ist das dritte Solo-Studioalbum des US-amerikanischen Musikproduzenten Timbaland. Es wurde in Deutschland am 4. Dezember 2009 veröffentlicht.

## Stil
Wie beim Vorgänger arbeitet Timbaland wieder mit zahlreichen bekannten und unbekannten Künstlern zusammen. Auf dem 1. Teil von Shock Value wurden die Tracks hauptsächlich von Hip-Hop-Elementen gezeichnet. Auf dem 2. Teil jedoch überwiegen Pop- und Dance-Elemente.

## Kritik
Die Kritik fiel sehr unterschiedlich aus. Die Seite pooltrax.com lobte das Album und die verschiedene Stil-Vielfältigkeit. Die Seite cdstarts.de vergab nur 5,5 von 10 Punkten und bemängelte, dass die Qualität des Albums nicht an das des Vorgängers herankomme. Die Seite dasding.de vergab 3/5 Punkten.
Timbaland selbst sagt über das Album:

„I’m so fortunate and blessed to be able to create a Shock Value II, I’m really proud of the caliber of artists on this album and all the work they put into making it a success. I can promise that no one has ever heard Katy Perry, The Fray, or Brandy sound like this before. It’s exciting because not only am I giving fans the best of me on each track, I’m giving them a glimpse of their favorite artist in a completely different light. This is an album that can be listened to from start to finish every single time because each song is so unique and the range of artists so diverse. I can’t wait for my fans to hear the collaborations."
"Es macht mich sehr glücklich, dass ich die Möglichkeit hatte, Shock Value 2 aufzunehmen. Zudem bin ich sehr stolz darauf, eine solch große Anzahl von hochkarätigen Featuregästen auf meinem Album zu haben. Das Besondere daran ist, dass man Künstler wie Katy Perry, The Fray oder auch Brandy soundtechnisch in einer Art hören wird, wie man sie noch nie zuvor gehört hat. Ich zeige meinen Fans nicht nur das Beste von mir auf jedem Track, sondern gebe den Zuhörern auch die Möglichkeit, ihre Lieblingskünstler in einem vollkommen anderen Licht zu sehen. Das Album ist von vorne bis hinten einzigartig und vielfältig, daher kann ich es kaum erwarten, bis meine Fans die Kollaborationen hören können.“

## Titelliste
1. Intro (by DJ Felli Fel) – 0:49
2. Carry Out (feat. Justin Timberlake) – 3:53
3. Lose Control (feat. JoJo) – 4:28
4. Meet in tha Middle (feat. Bran’Nu) – 4:01
5. Say Something (feat. Drake) – 4:01
6. Tomorrow in the Bottle (feat. Chad Kroeger & Sebastian) – 5:28
7. We Belong to the Music (feat. Miley Cyrus) – 4:28
8. Morning After Dark (feat. Nelly Furtado & SoShy) – 3:52
9. If We Ever Meet Again (feat. Katy Perry) – 4:59
10. Can You Feel It (feat. Esthero & Sebastian) – 4:44
11. Ease Off the Liquor – 5:58
12. Undertow (feat. The Fray & Esthero) – 4:22
13. Timothy Where You Been (feat. Jet) – 4:47
14. Long Way Down (feat. Daughtry) – 4:23
15. Marchin’ On (von OneRepublic, im Timbo-Remix) – 4:12
16. The One I Love (feat. Keri Hilson & D.O.E.) – 4:34
17. Symphony (feat. Attitude, Bran'Nu & D.O.E.) – 4:21

## Kommerzieller Erfolg

### Chartplatzierungen
Das Album platzierte sich, im Gegensatz zu seinem Vorgänger, sehr bescheiden in den weltweiten Charts.

#### Album
| ChartsChartplatzierungen       | Höchstplatzierung | Wochen |
| ------------------------------ | ----------------- | ------ |
| Deutschland (GfK)              | 15 (25 Wo.)       | 25     |
| Österreich (Ö3)                | 23 (18 Wo.)       | 18     |
| Schweiz (IFPI)                 | 5 (20 Wo.)        | 20     |
| Vereinigte Staaten (Billboard) | 36 (26 Wo.)       | 26     |
| Vereinigtes Königreich (OCC)   | 25 (28 Wo.)       | 28     |

| ChartsJahrescharts (2010)      | Platzierung |
| ------------------------------ | ----------- |
| Deutschland (GfK)              | 87          |
| Schweiz (IFPI)                 | 50          |
| Vereinigte Staaten (Billboard) | 149         |

#### Singles
| Jahr | Titel                  | Höchstplatzierung, Gesamtwochen, AuszeichnungChartplatzierungen (Jahr, Titel, , Platzierungen, Wochen, Auszeichnungen, Anmerkungen) | Höchstplatzierung, Gesamtwochen, AuszeichnungChartplatzierungen (Jahr, Titel, , Platzierungen, Wochen, Auszeichnungen, Anmerkungen) | Höchstplatzierung, Gesamtwochen, AuszeichnungChartplatzierungen (Jahr, Titel, , Platzierungen, Wochen, Auszeichnungen, Anmerkungen) | Höchstplatzierung, Gesamtwochen, AuszeichnungChartplatzierungen (Jahr, Titel, , Platzierungen, Wochen, Auszeichnungen, Anmerkungen) | Höchstplatzierung, Gesamtwochen, AuszeichnungChartplatzierungen (Jahr, Titel, , Platzierungen, Wochen, Auszeichnungen, Anmerkungen) | Anmerkungen                                                        |
| Jahr | Titel                  | DE | AT | CH | UK | US | Anmerkungen                                                        |
| --- | ---------------------- | --- | --- | --- | --- | --- | ------------------------------------------------------------------ |
| 2009 | Morning After Dark     | DE6 Gold · (24 Wo.)DE | AT12 (21 Wo.)AT | CH20 (18 Wo.)CH | UK6 Silber · (15 Wo.)UK | US61 (2 Wo.)US | Erstveröffentlichung: 26. Oktober 2009 feat. Nelly Furtado & SoShy |
| 2009 | Say Something          | — | — | — | — | US23 (20 Wo.)US | Erstveröffentlichung: 3. November 2009 feat. Drake                 |
| 2009 | Carry Out              | DE42 (3 Wo.)DE | AT57 (2 Wo.)AT | CH80 (1 Wo.)CH | UK6 Gold · (19 Wo.)UK | US11 (26 Wo.)US | Erstveröffentlichung: 1. Dezember 2009 feat. Justin Timberlake     |
| 2010 | If We Ever Meet Again  | DE9 Gold · (17 Wo.)DE | AT10 (22 Wo.)AT | CH7 Gold · (23 Wo.)CH | UK3 Silber · (18 Wo.)UK | US37 (18 Wo.)US | Erstveröffentlichung: 15. Februar 2010 feat. Katy Perry            |
| 2010 | Marchin’ On            | DE6 Gold · (33 Wo.)DE | AT7 Gold · (23 Wo.)AT | CH37 (13 Wo.)CH | — | — | Erstveröffentlichung: 18. Juni 2010 mit OneRepublic                |
| Folgende Lieder erschienen nicht als Single, wurden aber durch das Album zum Download und Streaming bereitgestellt und konnten somit eine Platzierung erlangen: |                        | | | | | |                                                                    |
| |                        | | | | | |                                                                    |
| 2009 | Undertow (Timbo Remix) | — | — | — | — | US100 (1 Wo.)US | Charteinstieg: 28. November 2009 feat. The Fray & Esthero          |

### Auszeichnungen für Musikverkäufe
| Land/Region                  | Auszeichnungen für Musikverkäufe (Land/Region, Auszeichnung, Verkäufe) | Verkäufe |
| ---------------------------- | ---------------------------------------------------------------------- | -------- |
| Deutschland (BVMI)           | Gold                                                                   | 100.000  |
| Kanada (MC)                  | Platin                                                                 | 80.000   |
| Neuseeland (RMNZ)            | Gold                                                                   | 7.500    |
| Polen (ZPAV)                 | Gold                                                                   | 10.000   |
| Schweiz (IFPI)               | Gold                                                                   | 15.000   |
| Vereinigtes Königreich (BPI) | Gold                                                                   | 100.000  |
| Insgesamt                    | 5× Gold · 1× Platin ·                                                  | 312.500  |

Hauptartikel: Timbaland/Auszeichnungen für Musikverkäufe